# Charlie Norman
Charlie Norman (4. oktober 1920 – 12. august 2005) var en svensk jazzpianist. Han er aldrig rigtigt blevet kendt i Danmark; men i Sverige har han et særdeles solidt navn.